# Lapa (ort)
Lapa är en ort i Brasilien.   Den ligger i kommunen Lapa och delstaten Paraná, i den södra delen av landet, 1 100 km söder om huvudstaden Brasília. Lapa ligger 929 meter över havet och antalet invånare är 25 621.
Terrängen runt Lapa är platt. Det finns inga andra samhällen i närheten.
I omgivningarna runt Lapa växer i huvudsak städsegrön lövskog. Runt Lapa är det ganska glesbefolkat, med 29 invånare per kvadratkilometer.